# تثبيت (جراحة)
التثبيت (بالإنجليزية: Fixation)‏ هو مُصطلح في جراحة العظام يُعنى به العملية التي يتم من خلال جَعل الإصابة ثابتة غير مُتحركة، ويمكن القيام بالتثبيت إما من خلال:
- تثبيت داخلي: باستخدام مسمار نخاعي أو أسلاك كيرشنر أو صفيحة الضغط الديناميكية.
- تثبيت خارجي: باستخدام جهاز إليزاروف أو إطار تايلور المكاني أو مثبت خارجي متمدد.